# Erich Bientz
Erich Bientz (* 25. September 1874 in Magdeburg; † 10. Januar 1950 in Berlin-Adlershof) war ein deutscher Architekt und kommunaler Baubeamter.

## Leben
Erich Bientz war der Sohn eines Kaufmanns und besuchte von 1886 bis 1893 das städtische König-Wilhelms-Gymnasium in Magdeburg. Danach studierte er an der Technischen Hochschule Karlsruhe. Seit dem Studium gehörte er der Karlsruher Burschenschaft Germania an. Er arbeitete als Gemeindebaumeister und später im Rang eines Magistratsoberbaurats in Berlin. Zu seinen Werken gehören unter anderem der 1911 eingeweihte Friedhof Baumschulenweg in Berlin-Treptow und die 1914 fertiggestellte Röntgenschule in Berlin-Neukölln.
Im Ersten Weltkrieg wurde er mit dem Eisernen Kreuz und dem Ritterkreuz mit Schwertern des Königlichen Hausordens von Hohenzollern ausgezeichnet.

## Schriften (Auswahl)
- Das Kloster Berge bei Magdeburg. In: Beiblatt zur Magdeburger Zeitung. Nr. 14, vom 21. November 1898.
- Ergebnis der Beurteilung des Wettbewerbes unter den Mitgliedern des Architekten-Vereins zu Berlin und der Vereinigung Berliner Architekten zur Erlangung von Entwurfsskizzen für den Bau zweier höherer Schulen nebst Turnhallen und Direktorialgebäude, einer Kirche und zweier Pfarrhäuser in Treptow bei Berlin. Berlin 1908, S. 332.
- Der neue Friedhof der Gemeinde Berlin-Treptow. In: Zentralblatt der Bauverwaltung. 34. Jahrgang 1914, Nr.  54, S. 397–401.